# Arturo Martorell y Bisbal
Arturo Martorell y Bisbal, también Artur Martorell i Bisbal (Barcelona, 14 de abril de 1894-Ib., 4 de abril de 1967), fue un maestro y pedagogo español, que tuvo una gran influencia en la renovación del magisterio en Cataluña.

## Biografía
Nació en Barcelona en 1894, en el seno de una familia menestral —obreros especializados que formaban un estrato superior de la clase obrera—. Realizó los estudios primarios en la Escuela Obrera Graciense y en 1906 entró a estudiar con una beca en la Escuela de Maestros promovida por el pedagogo Juan Bardina —que apenas pudo funcionar durante cuatro años, cerrando debido a las dificultades económicas—. Su estancia en la escuela Bardina tendría una influencia decisiva en su concepción del magisterio.
Su inicio en la labor docente tuvo lugar en 1908, como profesor elemental en las escuelas del antiguo distrito sexto de Barcelona. Al tiempo que trabajaba como maestro en diversas escuelas, como las de la Sagrada Familia (1910-1911) o la Escuela Vallparadís (1912-1913), seguía los cursos de la Escuela Normal Superior de Maestros de Barcelona hasta obtener el título oficial de maestro en 1914. En esta época entró en contacto con Alexandre Galí y ensayó, con gran éxito, el método Montessori en las escuelas de la Casa de Caridad (1915-1917). En los años siguientes, trabajó en las escuelas de Badalona, con Pompeu Fabra (1917-1919) y fue director en las escuelas del Patronato Domènech (1919-1930) del Centro Autonomista de Dependientes del Comercio y de la Industria (CADCI), así como en las colonias escolares de Calafell y Tosa de Mar. También abordó la diversificación de la enseñanza del catalán en las clases nocturnas impartidas como parte de los estudios normales de la Mancomunidad de Cataluña. En 1922 contrajo matrimonio con una maestra de las escuelas del Patronato Domènech Maria Codina i Relats. Tendrían al menos tres hijos, Josep Maria (n. 1925), arquitecto, Oriol (n. 1927), director musical, pedagogo y catedrático de historia de la música, y Montserrat (?), cantante lírica.
Como director de las escuelas del Patronato Domènech, promovió innumerables medidas de renovación pedagógica. En palabras de la Enciclopedia Catalana, «inculcó a los alumnos el hábito de la reflexión personal desde una perspectiva cívica, moral y religiosa, y dio una enseñanza viva de la realidad mediante el trabajo colectivo y la elaboración perceptiva de los conceptos».
Tras la caída de la dictadura de Primo de Rivera y la constitución del nuevo ayuntamiento democrático de Barcelona (1931), se produjo la reorganización del Departamento de Cultura municipal. Como parte del proceso, Manuel Ainaud le nombró asesor técnico de enseñanza primaria y complementaria del ayuntamiento. Desde este puesto, ejecutó relevantes tareas de organización, entre las que destacaron las de las colonias escolares municipales (algunas de las cuales había dirigido en los años anteriores). Paralelamente, desde 1931 hasta el final de la guerra civil española, Martorell fue profesor en la Escuela Normal de Maestros de la Generalidad de Cataluña. Entre 1933 y 1936 participó también en numerosas actividades docentes, dando clases en la Universidad Autónoma, publicó cursos de gramática de lengua catalana, colaboró en emisiones radiofónicas y congresos.
Tras el fin de la guerra, fue encarcelado y permaneció recluido en la cárcel Modelo de Barcelona entre julio y noviembre de 1939. Dentro de la cárcel dio clases de cultura general a los presos. A pesar de ello, pudo volver al Ayuntamiento de Barcelona en 1941. En 1950 fue nombrado jefe del negociado de Cultura y en 1954 primer director del Instituto Municipal de Educación (1954), que había sido creado por él. En su etapa municipal durante la posguerra, llevó a cabo destacadas labores: coordinación de las escuelas municipales en el Instituto Pedagógico, organización de las emisiones para escolares de Radio Barcelona (1945-1947), creación del Instituto Municipal de Educación y de su biblioteca o, con Eduard Toldrà, organización de los conciertos para escolares en el Palacio de la Música Catalana (1955). Esta destacada labor llegó a su fin en 1962 cuando, como consecuencia de su oposición a la estatización de las escuelas municipales, fue trasladado al negociado de Cementerios. Dos años después, en 1964, se jubiló.
Ya jubilado, fue miembro del jurado de los premios Josep Maria Folch i Torres de literatura infantil. También publicó artículos en la revista Serra d'Or, además de colaborar en la creación en 1965 de la Escuela de Maestros Rosa Sensat e impartir cursos sobre la enseñanza de la lengua catalana en la primera Escuela de Verano de Rosa Sensat. Murió en Barcelona el 4 de abril de 1967 mientras trabajaba en la Editorial Gustavo Gili.

## Obra

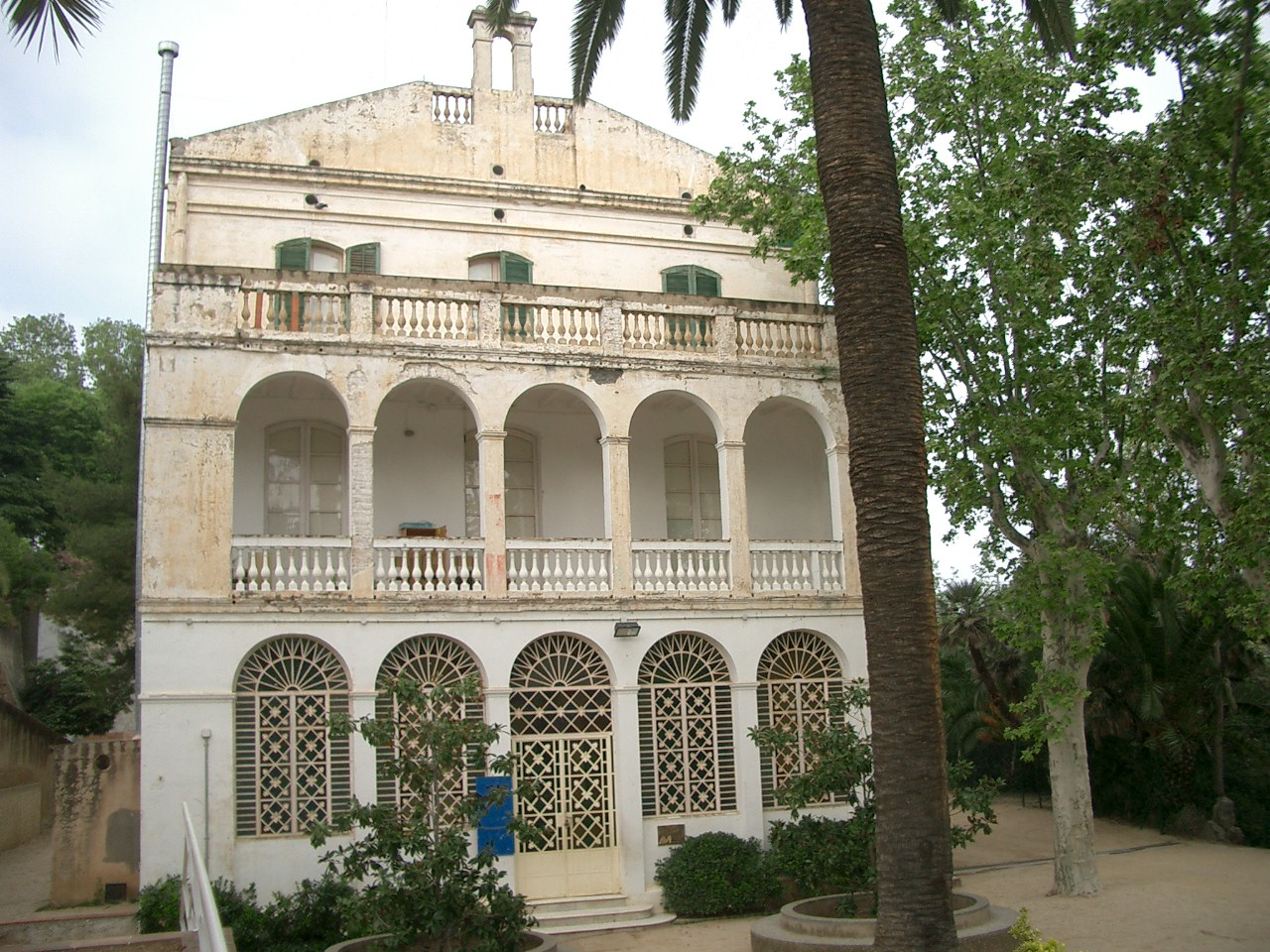
La escuela Artur Martorell de Badalona, creada en 1969 y nombrada así en homenaje al insigne pedagogo.

Entre su producción escrita destaca la relativa a la enseñanza de la lengua catalana, que escribió en colaboración con Emili Vallès, con el pseudónimo de Jerónimo Marvà. También escribió una recopilación de textos para niños, Selecta de lecturas (1935) y una gramática ilustrada, también infantil, Guiatge per a parlar i escriure bé el català' (1969). Otras obras fueron La Colònia escolar de Turissa y Cómo realizar prácticamente una escuela nueva (1965).

## Legado y homenajes
En 1969, Maria Codina, la viuda de Arturo Martorell, constituyó la Fundación Artur Martorell, con el objetivo de contribuir a la formación del profesorado y la renovación pedagógica en Cataluña. Ese mismo año, en plena dictadura franquista se funda en Badalona una escuela privada de la Institución Cultural del CIC —Centro de Influencia Católica— por un grupo ciudadano con la idea de realizar una educación en catalán y para Cataluña. En homenaje al pedagogo, el centro de enseñanza recibió el nombre de Escuela Artur Martorell. Posteriormente, la escuela se desvinculó de la ICCIC y se constituyó en cooperativa.
En 1982, la biblioteca del Instituto Municipal de Educación, que había promovido por Martorell, el cual fue su primer director, recibió el nombre de Biblioteca Artur Martorell. En 1989 la biblioteca se fusionó con otros dos organismos documentales del ayuntamiento de Barcelona: el Centro de Documentación Histórico-Pedagógico y el Centro Documental del Maestro-Servicio de Bibliotecas Escolares. El nuevo centro recibió en 1991 la denominación Centro de Documentación Artur Martorell (CDAM). Finalmente, en 2007 se cambió el nombre de CDAM por el de Biblioteca Artur Martorell, recuperando su anterior nombre.